# Gourougou (berg)
De Gourougou of Gurugu (Arabisch: جبل غورغو, Amazigh: ⴳⵯⵔⵯⴳⵯ, Spaans: Monte Gurugú ) is een berg in het noordoosten van Marokko, gelegen in de regio Oriental, vlak bij de stad Nador en de Spaanse enclave Melilla. De berg maakt deel uit van het Rifgebergte en bereikt een hoogte van circa 900 meter. De Gourougou is geografisch, ecologisch en politiek van belang en staat internationaal bekend vanwege de migratieproblematiek in de grensregio.

## Geografie
De Gourougou ligt tussen de kustvlakte van de Middellandse Zee en het achterliggende Rifgebergte. De berg is bedekt met uitgestrekte dennenbossen en mediterraan struikgewas. Vanaf de top biedt de berg uitzicht op Melilla, de stad Nador en het kustgebied van de provincie Nador. Het gebied wordt gekenmerkt door een afwisselend reliëf, met steile hellingen, ravijnen en kronkelende paden die deels zijn aangelegd voor militair of agrarisch gebruik.

## Río de Oro
Aan de noordwestelijke flank van de Gourougou ontspringt een kleine rivier die bekendstaat als de Río de Oro. Deze stroom vormt de natuurlijke afwatering van het bergmassief en loopt in de richting van de grens met Melilla. De rivier passeert onder andere het grensdorp Farkhana en wordt gevoed door regenwater dat van de berghellingen afvloeit.
Hoewel het waterpeil sterk fluctueert afhankelijk van het seizoen, speelt de Río de Oro een rol in het lokale ecosysteem. De naam – Spaans voor "gouden rivier" – is een overblijfsel van het Spaanse koloniale verleden en wordt nog steeds gebruikt in regionale kaarten. In de context van migratie en grensbewaking komt de rivier regelmatig voor in rapportages, omdat zij deel uitmaakt van de natuurlijke routes die migranten gebruiken om zich te verplaatsen in de grensstreek.

## Flora en fauna

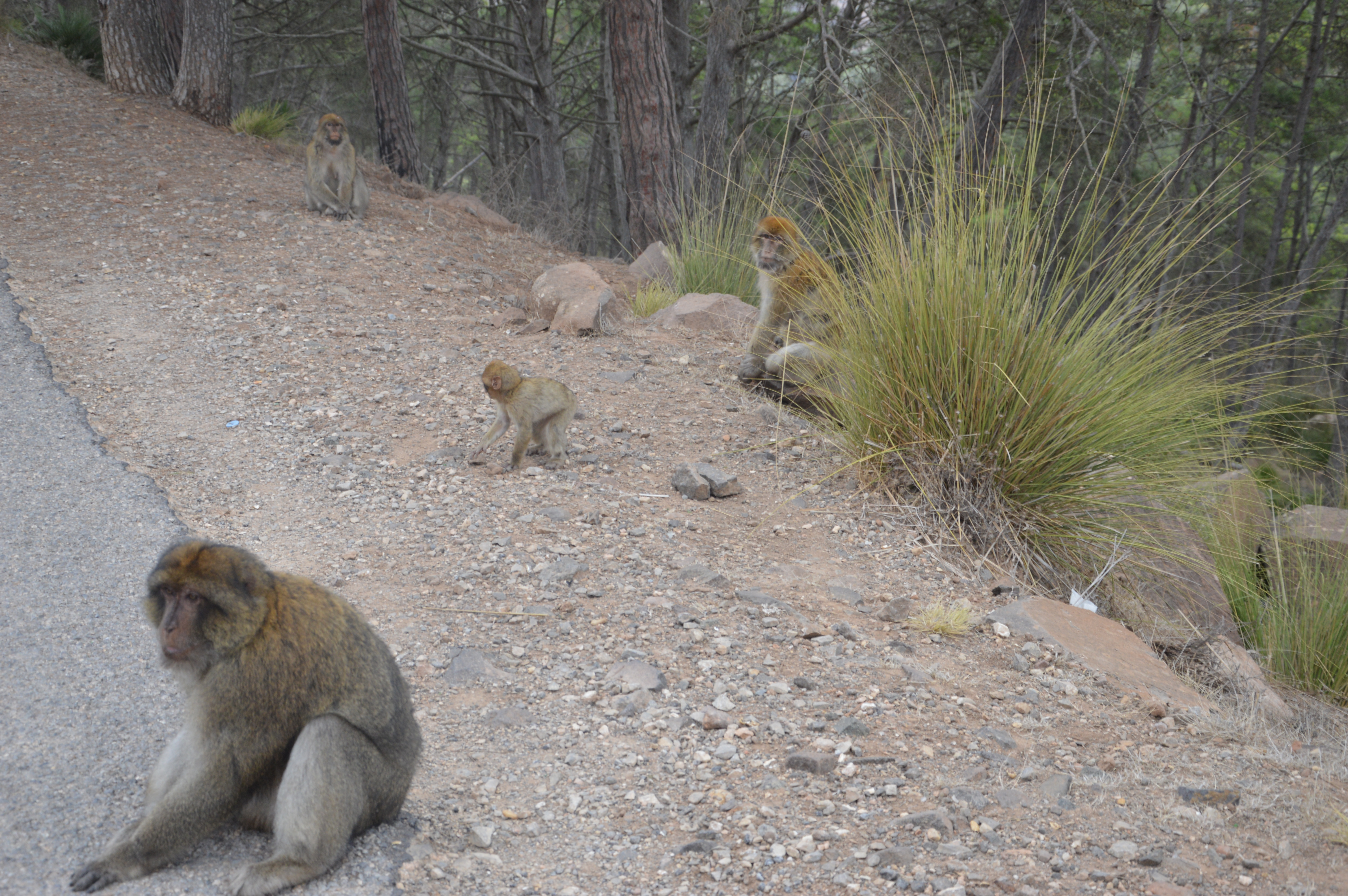
Wilde apen

De berg herbergt diverse soorten bomen, struiken en kruiden die typisch zijn voor het mediterraan klimaat, waaronder pijnbomen, steeneiken en wilde tijm. Ook zijn er verschillende vogelsoorten, reptielen en kleine zoogdieren te vinden. Door de ligging nabij stedelijke gebieden en menselijke activiteit is het ecosysteem echter kwetsbaar voor verstoring, waaronder bosbranden, illegale houtkap en afvaldumping.

## Historisch belang

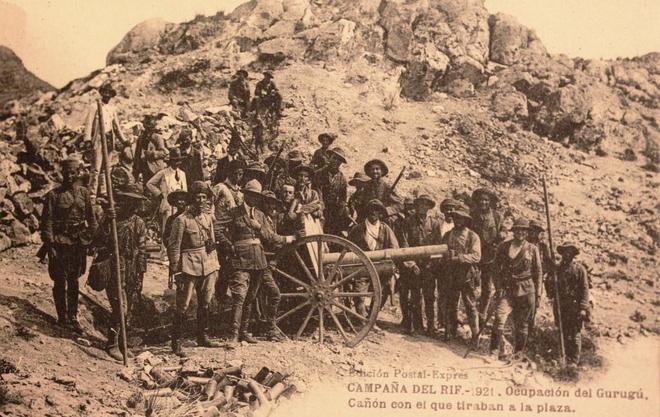
Deze prentkaart toont Spaanse troepen op de berg Gourougou met een Schneider-veldkanon, buitgemaakt door de Rif-rebellen en gebruikt om Spaanse stellingen in de omgeving van Melilla aan te vallen. Op 29 september 1921 heroverden Spaanse troepen de Gourougou en wisten zij het kanon terug te nemen.

Tijdens de koloniale periode, met name in de Rifoorlog (1921–1926), had Gourougou strategische betekenis voor het Spaanse leger, dat gebruik maakte van de hoogteverschillen voor militaire waarneming en verdedigingswerken. Ook na de onafhankelijkheid van Marokko in 1956 bleef het gebied belangrijk voor de controle van de grens met Melilla.

## Migratie en veiligheid
Sinds het begin van de 21e eeuw is de Gourougou internationaal bekend geworden als schuilplaats voor migranten uit Subsaharaans Afrika die proberen Europa te bereiken via de enclave Melilla. Op de hellingen van de berg worden geregeld geïmproviseerde tentenkampen aangetroffen. Deze kampen worden met enige regelmaat ontruimd door Marokkaanse veiligheidstroepen.
De nabijheid van de grenshekken, gecombineerd met het moeilijk toegankelijke terrein, maakt de berg tot een tactisch punt voor pogingen tot illegale grensoversteek. Dit heeft geleid tot spanningen tussen Marokko, Spanje en de Europese Unie, met betrekking tot grensbeheer, mensenrechten en migratiebeleid.

## Toerisme en toegankelijkheid
Hoewel de berg geen grootschalig toerisme kent, is het gebied onder lokale bewoners en wandelaars geliefd vanwege het uitzicht en de natuurlijke omgeving. In recente jaren zijn er bescheiden inspanningen gedaan om ecotoerisme te bevorderen, maar veiligheidsproblemen en de migratiecrisis bemoeilijken een bredere ontwikkeling op dat vlak.